# CPサン・クリストバル
セントレ・パロクイアル・サン・クリストバル（カタルーニャ語: Centre Parroquial San Cristóbal）は、スペイン・カタルーニャ州バルセロナ県タラサを本拠地とするサッカークラブ。 

## 歴史
1957年にタラサの隣にあるパロキ・デ・カ・ンアングラーダの人々によって設立。翌年にカタルーニャサッカー連盟に登録された。

## 歴代所属選手
- アルナウ・リエラ・ロドリゲス 2021-22